# Фрей, Ялмар
Ю́хан Я́лмар Фре́й (швед. Johan Hjalmar Frey; 28 ноября 1856, Выборг, Великое княжество Финляндское — 11 января 1913, Гельсингфорс) — финский оперный певец, бас-баритон, солист императорского Мариинского театра.

## Биография
Родился в Выборге, в семье известного юриста и политического деятеля Александера Рейнхольда Фрея (швед. Alexander Reinhold Frey) и его супруги Хелвиги Ловисы Эмилии Норринг (швед. Hedvig Lovisa Emilia Norring).
Поступил на юридический факультет Гельсингфорсского Александровского университета, но увлечение пением в 1878 году привело его к карьере оперного певца. В 1880 году учился пению в Милане, а с 1881 по 1882 годы пел в римском театре «Аполло». В 1882 году, во время поездки в Россию, был солистом в хоре при Мариинском театре, а позднее обучался пению в Вене и с 1884 по 1885 годы — в Лейпциге.
В 1885 году получил должность солиста Императорского Мариинского театра в Санкт-Петербурге, где за выдающиеся заслуги ему было присвоено почётное звание придворного оперного певца. Пел на премьерах опер П. И. Чайковского «Иоланта» и «Пиковая дама». В репертуар певца входили партии князя Гремина («Евгений Онегин»), князя Вероны из оперы Гуно «Ромео и Юлия», а также Бартоло из оперы Россини «Сивильский цирюльник».
С 1903 по 1909 годы певец записал более сотни произведений на граммофонные пластинки.
В 1905 году карьера певца в Мариинском театре закончилась и он вместе со своим близким другом и аккомпаниатором Эдуардом Вейденбрукиным (нем. Eduard Weidenbruckin) возвратился в Финляндию, где с 1909 года занял должность регента церковного хора в кафедральном соборе Гельсингфорса.
Скоропостижно скончался 11 января 1913 года в Гельсингфорсе от сердечного приступа.